# عمار مطاطلة
```
الشيخ الإمام المجاهد عمار مطاطله (1915-2015) ولد بعين قشرة، دائرة القل، 
ولاية سكيكدة
، كان أبوه محمد بن لخضر بن بونيب إماما وقاضيا ومعلما، فرباه على حب العلم وبذل النفس والنفيس في سبيل تحصيله. زاول دراسته الأولى بمسقط رأسه فجمع القرآن وهو ابن الحادية عشر ودرس شيئا من الفقه والنحو. التحق بالجامع الأخضر بقسنطينة سنة 1934 حيث تتلمذ على يد عبد الحميد بن باديس مدة خمس سنين. عمل معلما ومديرا في مدارس جمعية العلماء المسلمين الجزائريين، كما عمل إماما بمساجدها في شرق البلاد وغربها. كانت آخر محطاته مدينة سبدو، في ضواحي تلمسان، حيث أغلقت سلطات الاحتلال الفرنسي المدرسة التي كان يديرها والمسجد الذي كان إمامه وخطيبه، ووضعته تحت الإقامة الجبرية إلى أن يسر الله له سبيلا إلى المغرب الأقصى. استمر في التعليم والجهاد في المغرب حتى الاستقلال.
```

اشتغل بعد الاستقلال معلما في المدرسة المتوسطة، كما اشتغل في إطار برنامج محو الأمية حتى تقاعده عام 1978. عاد بعدها إلى المساجد إماما حرا يعلم الناس دينهم ويدفع عن قومه ظلمات الجهل ويحذرهم أنفسهم وأهواءهم. ولما افتتن الناس وتراءى له من الفتن ما لم يتضح لعامة الناس، لزم بيته واهتم بالكتابة، فألف كتابا من جزئين، ونثر على صفحات جريدة البصائر، لسان حال جمعية العلماء المسلمين، مقالات عديدة لم تنقطع إلى أن بلغ من العمر أربعا وتسعين حولا. توفي يوم الإثنين 23 مارس 2015، وكان بذلك آخر تلاميذ عبد الحميد بن باديس وفاة.

## مولده ونسبه ونشأته
هو الشيخ عمار بن محمد بن رابح بن الأخضر بن يحي بن بونيب الذي أصبح يحمل لقب مطاطلة بعد الاحتلال الفرنسي للجزائر، ولد الشيخ عمار مطاطلة في 28 نوفمبر 1915 ببلدية عين قشرة ولاية سكيكدة وكان والده من كبار حفظة القرآن وإمام الجماعة ومعلمهم وقاضيهم فأدخله الكتاب وعمره أربع سنوات وجمع القرآن وعمره إحدا عشر سنة فقدمه والده لصلاة التراويح في تلك السن المبكرة. وينتهي نسبه إلى السيد بركات الذي يقول عنه النسابون أنه نزح هو وعائلته من قرطبة بعد سقوط الأندلس ، ونزل بعض عائلته ببسكرة ؛ وتوجد الآن عائلات معروفة بها بينما نزل البعض الآخر بالقل وينتسب الشيخ عمار مطاطلة إلى هؤلاء.

## تعلميه
كان أول من لقنه حروف الهجاء والقرآن هو الشيخ محمد بن علاوة وهو معلم قرآن معروف في ناحية عين قشرة انتدبه والده لتلقين القرآن لأولاد المنطقة تحت إشرافه، ثم جلب والده فقيها يدعى الشيخ مسعود بن العيساني من منطقة الميلية ليعلمهم عقائد التوحيد والمبادئ النحوية والفقهية ثم خلفه الشيخ أحمد بن العابد الذي درسه ابن أجروم في النحو والسجاعي في الصرف والجوهرة في التوحيد والشيخ الأخضري في الفقه. ثم رحل الشيخ عمار مطاطلة من ضمن عشرة شبان إلى مدينة القل للدراسة على يد الشيخ عبد العزيز بن الحاج الصادق الذي تتلمذ على يد عبد الحميد بن باديس فدرس معه ابن العاشر والقطر وصحح معه ما درسه من قبل.

### تمدرسه على يد الشيخ عبد الحميد ابن باديس
التحق الشيخ عمار مطاطلة في سنة 1934 بالجامع الأخضر بقسنطينة للانضمام إلى حلقات الدراسة والحركة التعليمية التي كان يقوم بها عبد الحميد بن باديس واستمر بالجامع الأخضر حتى سنة 1939. ويكتب الشيخ عمار مطاطلة في مذكراته «أحسست وكأنني أمام ملك لا أمام بشر، واشتد حبي لهذا الرجل واشتدت رغبتي في سماع دروسه فلم أعد أستسيغ سماع غيره مما جعلني أعزف عن دروس بعض مساعديه».

## نشاطه

### التعليم الحر قبل الاستقلال
دعي الشيخ مطاطلة من طرف لجنة التعليم التي كان مقرها بقسنطينة للالتحاق بمدارس جمعية العلماء المسلمين الجزائريين فالتحق بمدرسة التهذيب بشاطودان (شلغوم العيد حاليا) في سبتمبر 1949 ثم نقل إلى وهران سنة 1951 حيث إلتحق بمدرسة التربية الواقعة بحي الحمري وكلف بإدارتها ثم انتقل إلى مدرسة مديوني بنفس المدينة ثم مدرسة سبدو جنوب تلمسان سنة 1953 حيث أشرف على إعادة بناء المدرسة ومسجد بجانبها واستمر في نشاطه التعليمي وإمامة المسجد وإقامة الجمعة إلى غاية سنة 1956 حيث تم غلق المدرسة والمسجد معا من طرف السلطات الإستعمارية الفرنسية التي اعتقلت جل أعضاء المدرسة وأغتالت البعض الآخر ووضعت الشيخ عمار مطاطلة تحت الإقامة الجبرية.

### ثورة التحرير
بعد أن قضى الشيخ عمار مطاطلة مدة تحت الإقامة الجبرية تحت رقابة الإستعمار الفرنسي، قامت جبهة التحرير الوطني بتهيئة وسائل لخروجه من القرية والالتحاق بضاحية من ضواحي تلمسان ثم نقله تحت إشراف عناصر من جيش التحرير الوطني الجزائري نحو المغرب الشقيق انتهاء إلى مدينة وجدة في أواخر عام 1956. كلف الشيخ بالإشراف على تسيير مجمع مدرسي يحتوي على مستويين ابتدائي ومتوسط فكان هذا عمله في النهار، أما باليل فكان يعمل في نطاق جبهة التحرير الوطني الجزائرية فيقوم بتفقدات وخروج إلى الأرياف المجوارة للحدود للاتصال بالسكان وتشجيعهم على الثبات والصمود كما كان يقوم بالسهر على ضمان الإقامة لمجاهدي جبهة التحرير الذين يلتجئون إلى المغرب.

### التعليم بعد الاستقلال
عاد الشيخ عمار مطاطلة إلى الجزائر في العشر الأوائل من جويلية 1962 إلى تلمسان فعين بإحدى مدارس سبدو التي كان معلما حرا بها أيام الاستعمار ثم انتقل إلى العاصمة حيث عين بمدرسة بحي الأبيار وانتظم في الجامعة لتحضير شهادة الكفائة للتفتيش. التحق الشيخ بعدها بالأكاديمية ثم بالمركز الوطني لمحو الأمية سنة 1972 وترأس البعثة الجزائرية التي شاركت في دورة تدريبية بالقاهرة في نطاق منظمة الأمم المتحدة للتربية والعلوم والثقافة سنة 1974. واصل الشيخ بعدها العمل في المركز إلى غاية تقاعده عام 1978.

### الإمامة
بعد تقاعده من التعليم أشرف الشيخ عمار مطاطلة على بناء مسجد الفرقان بالأبيار عام 1981 الذي عمل به إماما متطوعا كما كان من المؤسسين لمسجد الخلفاء الراشدين بنفس الحي. ولقي الشيخ معارضة شديدة من قبل جماعات متشددة خصوصا في بادية العشرية السوداء في الجزائر والتي عرفت استغلال المساجد لأهداف سياسية.

### جمعية العلماء المسلميين الجزائريين
كان الشيخ عمار مطاطلة من الأعضاء النشطاء في جمعية العلماء المسلمين الجزائريين بعد أن بعثت من جديد سنة 1991 واستمر يكتب على صفحات جريدة البصائر (الجديدة) مقالات تقطر حكمة، بروح يُستَشَفُّ فيها حزم وشفقةُ أبٍ رؤوف حريص على الأبناء، ولم يتوقف عن الكتابة إلا وهو ابن الأربعة وتسعين سنة، كما عين رئيسا شرفيا لجمعية العلماء المسلمين الجزائريين سنة 2008.

## مؤلفاته
اشتغل الشيخ عمار مطاطلة - كاستاذه بن باديس - بتربية الرجال عن تأليف الكتب، له مذكرات من جزئين بعنوان : مذكرات حياة وذكريات أحداث طبعت سنة 2012.

## وفاته
توفي الشيخ عمار مطاطلة يوم 23 مارس 2015 بمنزله بحي الأبيار بالجزائر العاصمة.